# Claudius Claudianus
Claudius Claudianus var en latinsk poet verksam runt 400 e.Kr. Han betraktas som den siste betydande icke-kristne diktaren i antikens Rom.
Claudianus, som var född i östra delen av Romerska riket, kom omkring 395 e.Kr. till Rom och fann där en mäktig beskyddare i Stilicho, som skaffade honom flera ämbeten. 
Som skald utmärkte Claudianus sig genom livlig inbillningskraft och genom förmågan att medelst glänsande skildringar framkalla läsarens intresse för de ofta nog i sig själva torra ämnen han behandlade. Hans språk är i det hela rent och vackert; i överensstämmelse med dåtidens smak hyllade han dock, i alltför hög grad, frasens makt. 
Hans förnämsta arbete är den ofullständigt bevarade episka dikten om Proserpinas bortrövande. Dessutom skildrade Claudianus samtida krig och andra tilldragelser i episka dikter, i vilka han förhärligade Stilicho och kejsar Honorius. Han författade också åtskilliga epigram, bröllopskväden, fescenninska dikter, brev och idyller. Claudianus använde främst latin, men även grekiska, som bör ha varit hans modersmål. Han hade stark förkärlek för mytologiska framställningar och skattade, i likhet med den sista romartidens författare, åt det mystiska.
Han dog möjligen år 404.